# Apácalúd
Az apácalúd (Branta leucopsis) a lúdalakúak (Anseriformes) rendjébe, ezen belül a récefélék (Anatidae) családjába tartozó faj. A Jeges-tengernél és az Atlanti-óceán északi vizein élő madárfaj, ami elnevezését jellegzetes fekete-fehér tollazatáról kapta.

## Rendszerezése
A fajt Johann Matthäus Bechstein német természettudós írta le 1803-ban, az Anas nembe Anas leucopsis néven.

## Előfordulása
Az apácalúd populációi hatalmas, 50 – 100 000 km²-nyi területen fordulnak elő. A faj Novaja Zemlja, a Spitzbergák és Kelet-Grönland tundra-éghajlatú területein költ, telente pedig a Brit-szigeteken, illetve Dánia, Németország, Hollandia, Belgium és Észak-Franciaország partvidékén jelenik meg.
Természetes élőhelyei a tundrák, sziklás környezetben, sós mocsarak és tengerpartok, valamint legelők.
|  |  |

### Kárpát-medencei előfordulása
Magyarországon alkalmi kóborló, minden évben megjelenik néhány példánya téli vándorlása idején, szeptember – április között, más vadlúdcsapatokban.

## Megjelenése
Testhossza 58–70 centiméter, szárnyfesztávolsága 132–145 centiméter; a hím testtömege 1500–2200 gramm, a tojóé pedig 1300–1900 gramm. Az apácák ornátusára hasonlító, a fajnak nevet adó tollazat a fejtetőn, a nyaki és farki részen fekete, hasonlóan a csőrhöz, a szemekhez és az úszóhártyás lábakhoz. A fekete ludak közül egyedül az apácalúdnak fehér az egész arcrésze. A has világos-, a hát és a szárnyak sötétszürkék. A pelyhes fiókák szürkésbarnák, hátuk és fejük teteje sötétebb.

## Életmódja
Növényekkel, fű- és hínárfélékkel táplálkozik. Elsősorban a vízhez közel eső területeket kedveli, bár a téli időszakban, amikor délebbre húzódik, a tengertől távolabb is felbukkanhat. A rövidtávon vonuló faj ilyenkor a mezőgazdasági területekre is rájár, táplálékkiegészítésként gabona- és zöldségféléket is fogyaszt, ha talál.

## Szaporodása
E madárfaj a május–júniusi költési időszakban a tundra köves, sziklás talaján, kolóniákban fészkel. A költési időszak alatt ürülékfal képződik a fészke körül, ennek alapján az könnyen megkülönböztethető más ludak fészkétől. A költőhelyeket általában minden évben újra használják, így a trágyázásnak köszönhetően zöld növény¬gyűrű hajt ki körülöttük. A fészek egyszerű, különféle növényi részekből épített kis halom, ebbe kerül a 2–6 tojás. A fészkek egyébként szabadon fekszenek, ha a tojó pihetollakkal takarja be tojásait, a fészek messziről szürke félgömbnek látszik. A költés, amelyben mindkét szülő részt vesz, 24–25 napig tart. A kikelő fiókák fészekhagyók, és azonnal követik anyjukat, bármerre is megy. 40–45 nap alatt nőnek fel és válnak önállóvá, de csak 3 évesen érik el az ivarérettséget.
|  |  |  |

## Természetvédelmi helyzete
Az elterjedési területe rendkívül nagy, egyedszáma nagy és növekszik. A Természetvédelmi Világszövetség Vörös listáján nem fenyegetett fajként szerepel, bár némi állománycsökkenés elsősorban az 1980-as években megfigyelhető volt. Jelenleg kb. 440 000 példányra értékelik a világon élő apácaludak számát. A fajnak épp ezért nincs is SPEC-értékelése. Magyarországon védett, természetvédelmi értéke 25 000 forint. Állatkertekben gyakori, jól szaporítható faj.

## Folklór
Az apácalúdról a középkorban azt tartották, hogy fákon terem(!), illetve uszadékfákon lévő csírákból(!) kel ki, melyek valójában a Lepas anatifera nevű rák volt, erről elsősorban a 12.-13. század fordulóján élt Giraldus Cambrensis középkori történetíró értekezett. A ma már igencsak megmosolyogtató elmélet, mely századokon át tartotta magát azt volt hivatott magyarázni, hogy miért tűnnek el időről időre a madarak, és miért nem látják költeni őket. Ehhez kapcsolódik, hogy az apácaludat a böjt idején is ehették a hívek, mivel halnak tekintették – pontosabban azt hitték, hogy mivel csak az év egy részében láthatóak, a másik részét tengeri makként töltik, és ezekből fejlődnek lúddá. Ezt tükrözi a mai napig a faj angol neve: barnacle goose („tengerimakk-lúd”).